# Returnal
Returnal je střílečka z pohledu třetí osoby s prvky žánru roguelike. Byla vytvořena finským studiem Housemarque a vydána společností Sony Interactive Entertainment. Hra byla vydána 30. dubna 2021 na konzoli PlayStation 5, je také součástí předplatného PlayStation Plus od jeho spuštění. Ke hře byl vydán v březnu 2022 update Ascension, která přináší kooperativní multiplayer pro dva hráče a nový režim Tower of Sisyphus, kde hráč postupuje nahoru nekonečnou věží a naráží na stále těžší nepřátele.

## Hratelnost
Hlavní postava hry má k dispozici mimozemské zbraně a artefakty, které postupně nachází a které ovlivňující nebo přidávající nové schopnosti. Pokud zemře, je vrácena na místo havárie a prostředí se náhodně přestaví. Cílem hry je uniknout z této časové smyčky, která ji při každém restartu připraví o získané vybavení (s několika výjimkami –⁠ několik nejdůležitějších předmětů je trvalých a po jejích získání jsou k dispozici napořád).
Returnal obsahuje několik herních mechanik, jejichž pochopení je klíčové pro úspěšný postup hrou. Hra s nimi postupně hráče seznamuje.
- Adrenalin - za poražené nepřátele sbírá Selene adrenalin, základní zisk je 0,3 za každého (nezávisle na síle poraženého nepřítele). Úroveň adrenalinu je určena zaokrouhlením neseného množství adrenalinu dolů, možné hladiny jsou 0, 1, 2,...5 (5 je maximum, tuto hladinu nelze přesáhnout). Na každé úrovni od 1 výš získává hráč podstatné vylepšení, které trvá, dokud není adrenalin resetován na 0, k čemuž dojde, pokud je hráčova postava zasažena.
- Overload - zbraně, které Selene používá, nepoužívají náboje v klasickém smyslu. Pokud zbrani dojde munice, sama si ji vygeneruje, ale tato akce trvá určitou dobu. Overload je možnost, jak tuto dobu podstatně zkrátit, ale vyžaduje po hráči stisknutí spouště přesně v době, kdy se ukazatel v zaměřovači nachází ve vyznačené části
- Proficiency level - obdoba zkušeností a levelů v jiných RPG hrách. Hráč dostává proficiency po poražení nepřátel nebo po nalezení speciálních artefaktů - kalibrátorů a po dosažení určité hladiny postoupí na nový proficiency level. Ten také určuje, jaká bude úroveň nových zbraní, které ve hře hráč najde
- Malfunction - negativní efekt, který hráčovu postavu ovlivňuje, dokud není odstraněn splněním uvedené podmínky nebo použitím artefaktu. V režimu Tower of Sisyphus se vyskytují i permanentní verze, které odstranit nejdou
- Ether - surovina, která zůstává hráči i po resetování cyklu. Může být použita k uložení hry na určitých místech nebo k nákupu vybavení (po výměně za jinou surovinu - obolit)

## Příběh
Hlavní hrdinkou hry je astronautka Selene Vassos, která ztroskotá na zakázané planetě Antropos při hledání zdroje vysílání označeného jako White Shadow. Po ztroskotání zjišťuje, že je osamocena v nepřátelském prostředí opuštěných trosek zaniklé civilizace a musí bojovat o život s nebezpečnou místní faunou.